# Stazione di Costanza
La stazione di Costanza (in tedesco Konstanz) è la stazione ferroviaria che serve la città tedesca di Costanza, nel Land del Baden-Württemberg. Costituisce il punto di confine fra la rete ferroviaria tedesca e quella svizzera.

## Storia
La costruzione della stazione venne ipotizzata negli anni quaranta dell'Ottocento, quando il Granducato di Baden progettò un grande asse ferroviario nord-sud di 414 km attraverso tutto lo Stato, da Mannheim a Costanza passando per Heidelberg, Karlsruhe, Friburgo, Basilea e Singen.
Il progetto della nuova stazione, redatto da Friedrich Eisenlohr, era già pronto nel 1846, ma l'inizio dei lavori di costruzione non fu possibile fino alla firma di un trattato internazionale con la Svizzera, necessario perché la nuova linea avrebbe attraversato il suo territorio in due punti, a Basilea e a Sciaffusa. Tale trattato fu firmato solo il 27 luglio 1852.
L'aprtura al traffico dell'ultimo tratto della linea, da Waldshut a Costanza, avvenne il 15 giugno 1863.
Nel 1911, la Mittelthurgaubahn (MThB) aprì una linea da Kreuzlingen, passando per Berg e Weinfelden, fino a Wil. Fin dall'inizio, i servizi da Kreuzlingen utilizzavano la linea precedentemente della SBB attraverso Costanza per collegarsi alla rete ferroviaria tedesca. Era servita dal servizio Seehas, simile a una S-Bahn (chiamata così in onore di un mitico "leprotto del lago"), sviluppato dalla MThB sulla Ferrovia dell'Alto Reno fino a Engen. Nel 2002, la MThB entrò in difficoltà finanziarie e fu successivamente liquidata. Da allora, le sue tratte sono gestite da filiali delle SBB: la SBB GmbH tra Costanza ed Engen e THURBO tra Costanza e Weinfelden/Wil.

## Strutture e impianti
La stazione si sviluppa in direzione nord-sud lungo una stretta striscia di terra compresa fra il centro storico e il lago; quest'ultimo in passato era raggiunto da un breve raccordo portuale.
Il fabbricato viaggiatori presenta una veste neogotica e si caratterizza per la presenza di un'alta torre, ispirata ai palazzi municipali italiani e in particolare al Palazzo Vecchio di Firenze; il progetto si deve a Friedrich Eisenlohr, che per la stessa ferrovia disegnò anche i fabbricati di Karlsruhe e Friburgo, di aspetto molto simile, oggi entrambi non più esistenti.